# 1689

## Събития
- Карпошово въстание: Хайдушките главатари Страхил и Карпош помагат на австрийците да превземат Кюстендил, Скопие, Куманово, а Карпош е обявен за български крал.

## Родени
- 18 януари – Шарл дьо Монтескьо, френски мислител

## Починали
- Инокентий XI, папа, (* 19 май 1611 в Комо), † на 12 август 1689 в Рим).
- Карпош, български хайдутин
- 12 февруари – Мария-Луиза Орлеанска, испанска кралица
- 19 април – Кристина, шведска кралица